# Torpedo Brennan
El torpedo Brennan fue un tipo de torpedo dirigido e impulsado por dos cables, patentado en 1877 por el inventor australiano Louis Brennan (1852-1932). Estaba propulsado por dos hélices que giraban en sentido contrario, impulsadas por la rotación de dos tambores de cable enrollado situados dentro del torpedo; rotación que se producía cuando se tiraba de ellos desenrollándolos, utilizando dos cabrestantes situados en la costa movidos por una máquina de vapor. La diferente velocidad de los cables conectados a la estación costera permitía que el torpedo fuera guiado hasta su objetivo, hasta una distancia de 1.829 m (2.000 yardas) de distancia, a velocidades de hasta 27 nudos (50 km/h).
Suele considerarse como el primer misil guiado del mundo, aunque los torpedos guiados inventados por John Ericsson, John Louis Lay y Victor von Scheliha son anteriores. sin embargo, el torpedo de Brennan era mucho más simple en su concepto y funcionaba con un alcance aceptable y a una velocidad satisfactoria, por lo que podría ser más preciso llamarlo "el primer misil práctico del mundo".

## Descripción

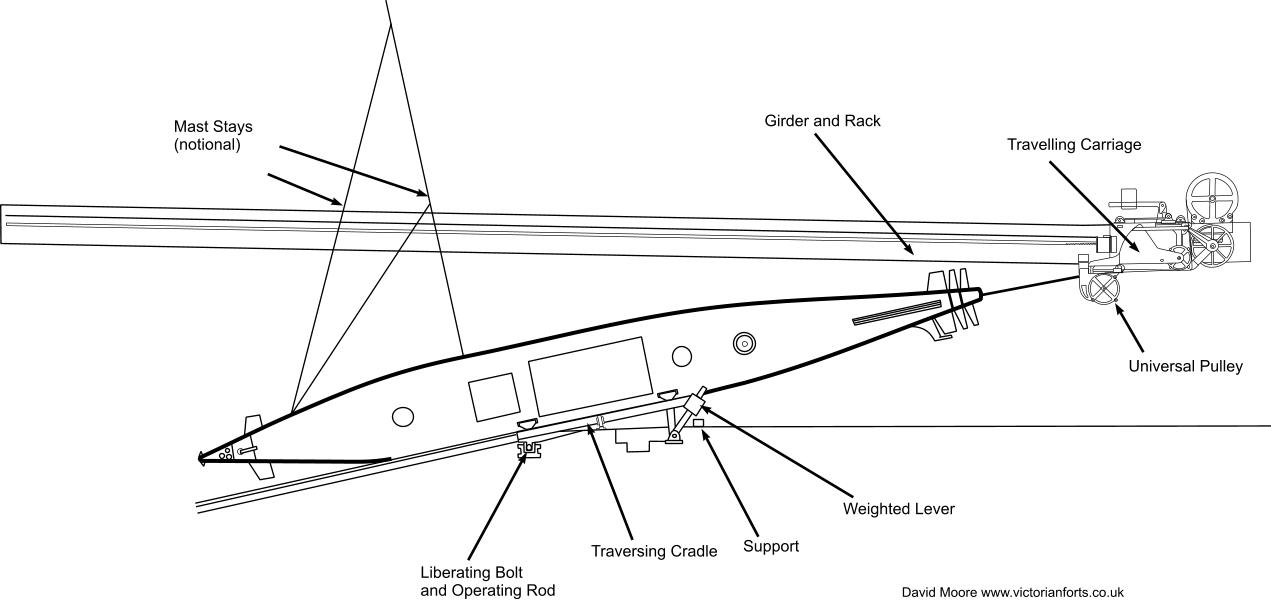
Diagrama esquemático de la rampa de lanzamiento del torpedo Brennan.

El torpedo Brennan era similar en apariencia a los cohetes modernos. Además de disponer de una sección transversal ovalada en lugar de circular, estaba diseñado para funcionar a una profundidad constante de 3,7 m (12 pies), y disponía de un mástil indicador que sobresalía ligeramente sobre la superficie del agua. Este mástil tenía instalada de una pequeña luz que solo era visible desde el punto de lanzamiento, de forma que permitiera localizar visualmente el torpedo para orientarlo hacia su objetivo por la noche.
Dos tambores de acero estaban montados uno detrás del otro dentro del torpedo, cada uno con varios miles de metros de alambre de acero de alta resistencia, conectados mediante un mecanismo diferencial a dos hélices dispuestas en serie que giraban en sentido contrario. Si un tambor giraba más rápido que el otro, entonces se accionaba el timón. Los otros extremos de los cables estaban conectados a dos cabrestantes impulsados por un motor de vapor, que estaban dispuestos de modo que las velocidades pudieran variarse dentro de límites ajustados, dando un control preciso de la dirección del torpedo.
El torpedo alcanzaba una velocidad de 37 km/h (20 nudos) usando un cable de 1 mm (0,04 pulgadas) de diámetro, posteriormente incrementado a 1,8 mm (0,07 pulgadas) para aumentar la velocidad a 50 km/h (27 nudos). El torpedo estaba equipado con aletas elevadoras controladas por un mecanismo de mantenimiento de la profundidad, y los timones de proa y popa eran operados por el diferencial entre los tambores.
Una vez lanzado, el operador del torpedo se colocaba en una torre telescópica de acero que podía extenderse hidráulicamente, elevada a 12,2 m (40 pies). Disponía de unos binoculares, junto a los que estaban montados los mandos para controlar eléctricamente las velocidades relativas de los motores de bobinado gemelos. De esta manera, se podía seguir la trayectoria del torpedo y dirigirlo con un alto grado de precisión. En las pruebas llevadas a cabo por el Almirantazgo, el operador pudo hacer diana en un objeto flotante situado a 1.829 m (2.000 yardas) y pudo hacer girar el torpedo 180 grados para impactar sobre el objetivo desde su flanco izquierdo.

## Historia

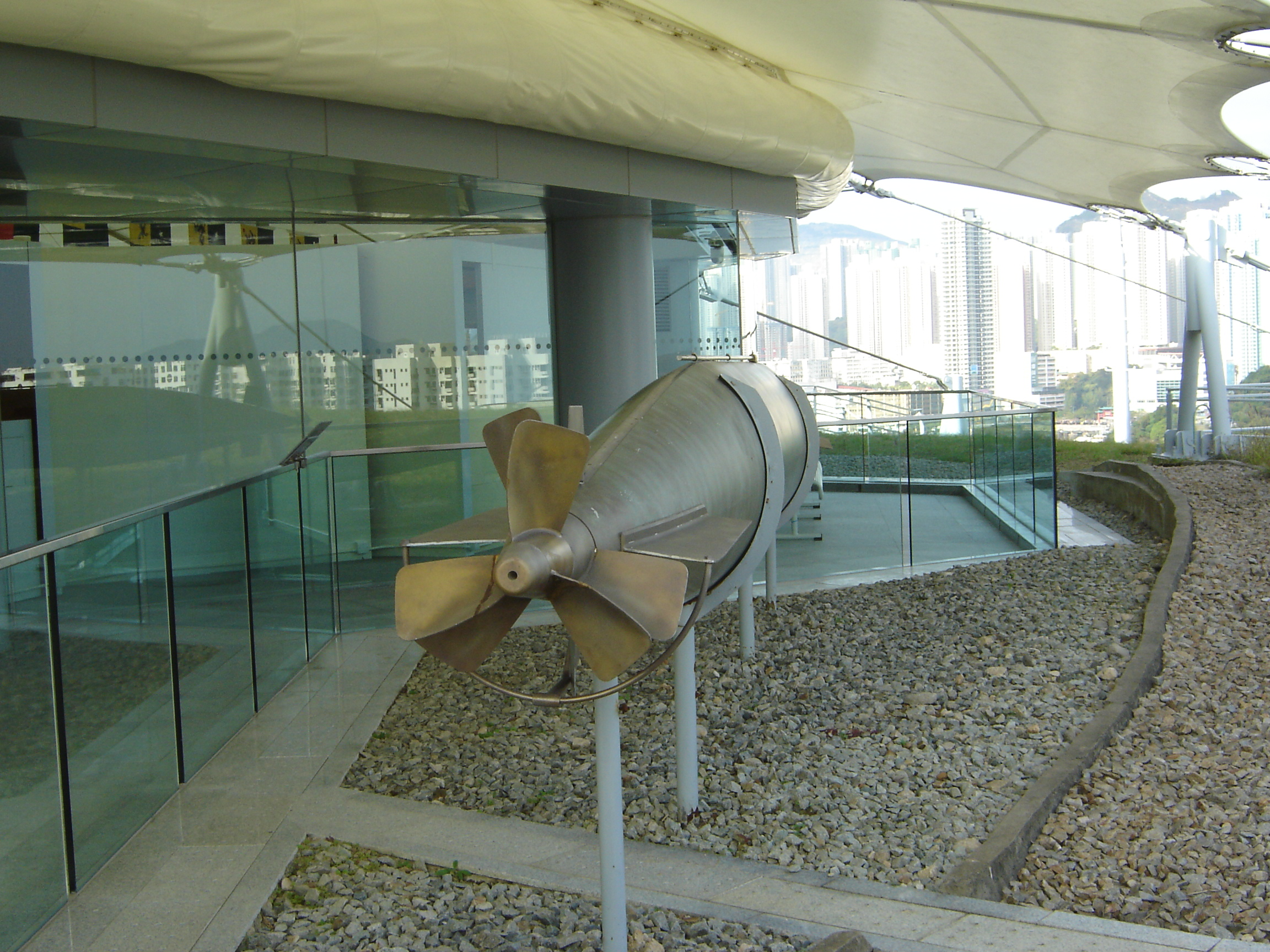
Las hélices contrarotativas del torpedo Brennan.

El historiador Norman Tomlinson afirma que la idea del torpedo guido por cables le surgió a Brennan en 1874 mientras observaba una máquina cepilladora que funcionaba con una correa de transmisión, tomando concienciencia de la aparente paradoja de que era posible hacer que una máquina avanzara hacia adelante tirando de ella hacia atrás.
Otro autor, Alec Beanse: p2  expande la observación de Brennan de la correa de transmisión que accionaba la máquina de cepillado tenía un lado tenso y el otro flojo. Brennan razonó que si se prescindía del lado que no guiaba la máquina, sería posible transferir energía a un vehículo y alimentarlo desde una fuente de energía estática. La idea consistía en colocar un tambor de alambre fino en el vehículo, en lugar de una correa. El cable se conectaba a un motor para enrollarlo, haciendo girar el tambor que impulsaba el vehículo lejos de su punto de partida. Lo demostró por medio de un carrete de algodón, fijando un lápiz que pasaba a través del agujero situado en el centro. Al situar los extremos del lápiz sobre dos libros y desenrollar el hilo de algodón tirando de él desde abajo, consiguió que el carrete se moviera hacia adelante. Cuanto más tiraba del algodón, más rápido se desenrollaba y más rápido avanzaba el carrete en la dirección opuesta.
Brennan comenzó a hacer bocetos del torpedo, y a medida que desarrolló el concepto, buscó la asistencia matemática de William Charles Kernot, un profesor de la Universidad de Melbourne.
Después de una serie de experimentos con una sola hélice, hacia 1878 Brennan había producido una versión funcional de 4,6 m (unos 15 pies) de largo, hecha de planchas de hierro de una caldera, con hélices contrarotativas dobles. Las pruebas realizadas en el dique seco de Williamstown, Victoria fueron exitosas, y la dirección demostró ser razonablemente controlable, aunque el mantenimiento de la profundidad todavía daba problemas.
Mientras tanto, el Almirantazgo Británico le había ordenado al Contraalmirante J. Wilson, Comodoro del Escuadrón Australiano de la Marina Real, que investigara el arma e informara al respecto. Alexander Kennedy Smith también estaba trabajando para obtener el respaldo del gobierno de Victoria para el proyecto y lo abordó en la legislatura del estado el 2 de octubre de 1877. Finalmente se otorgó una subvención para el desarrollo del torpedo, y en marzo de 1879 se probó con éxito en Hobsons Bay, Melbourne.
Brennan ya había fundado la Brennan Torpedo Company y había asignado la mitad de los derechos sobre su patente al ingeniero civil John Ridley Temperley, a cambio de la imprescindible financiación del proyecto. Brennan y Temperley viajaron poco después a Gran Bretaña, donde el Almirantazgo examinó el torpedo y lo encontró inadecuado para su uso a bordo de buques. Sin embargo, la Oficina de Guerra demostró ser más persistente, y a principios de agosto de 1881, un comité especial de los Ingenieros Reales recibió instrucciones para inspeccionar el torpedo en Chatham e informar directamente al Secretario de Estado de Guerra, Hugh Childers. El informe recomendaba encarecidamente que se construyera un modelo mejorado a expensas del gobierno. En ese momento, los Ingenieros Reales, parte del Ejército, eran responsables de la defensa de la costa de Gran Bretaña, mientras que la Royal Navy era responsable de su protección en el mar.
En 1883 se llegó a un acuerdo entre la Compañía de Torpedos de Brennan y el gobierno. El recién nombrado inspector general de Fortificaciones en Inglaterra, Sir Andrew Clarke, apreció el valor del torpedo y en la primavera de 1883 se estableció una estación experimental en Garrison Point Fort, Sheerness en el río Medway y un taller para Brennan en Chatham Barracks, la base de los Ingenieros Reales. Entre 1883 y 1885, los Ingenieros Reales realizaron pruebas y en 1886 se recomendó la adopción del torpedo como un torpedo de defensa de puertos.
En 1884, Brennan recibió una carta de la Oficina de Guerra en la que afirmaba que habían decidido adoptar su torpedo para la defensa del puerto y se le invitó a asistir a una reunión para decidir el valor de su invento. Brennan decidió aceptar 40.000 libras esterlinas como una respuesta rápida a sus preocupaciones financieras, pero su socio comercial, J.R. Temperley asumió el control de las negociaciones y exigió 100.000 libras esterlinas. La Oficina de Guerra aceptó este importe, pero dijo que tendría que pagarse en un período de tres años. Brennan aceptó esta condición, pero Temperley exigió otras 10.000 libras esterlinas por la demora, y después de alguna discusión, la Oficina de Guerra estuvo de acuerdo, y también accedió a pagarle a Brennan un salario considerable para actuar como jefe de producción. Finalmente estalló un escándalo por esta suma, tremendamente extravagante si se compara con las 15.000 libras esterlinas pagadas por los derechos de fabricación del torpedo Whitehead tan solo 15 años antes.
El torpedo Brennan se convirtió en una defensa portuaria estándar en todo el Imperio Británico y estuvo en uso durante más de quince años. Se establecieron estaciones operativas en el Reino Unido en Cliffe Fort, Fort Albert en la isla de Wight y en Plymouth. Otras estaciones se situaron en Fort Camden en Cork Harbour, Irlanda, Lei Yue Mun Fort en Hong Kong y Fort Ricasoli y Fort Tigné en Malta.
En 1905, el Comité de Armamento de Puertos Domésticos emitió un informe en el que recomendó la remoción de todos los torpedos Brennan de las defensas fijas, debido a su comparativamente corto alcance y a la dificultad de lanzarlos por la noche. La fabricación del torpedo Brennan terminó en 1906.

## Instalaciones

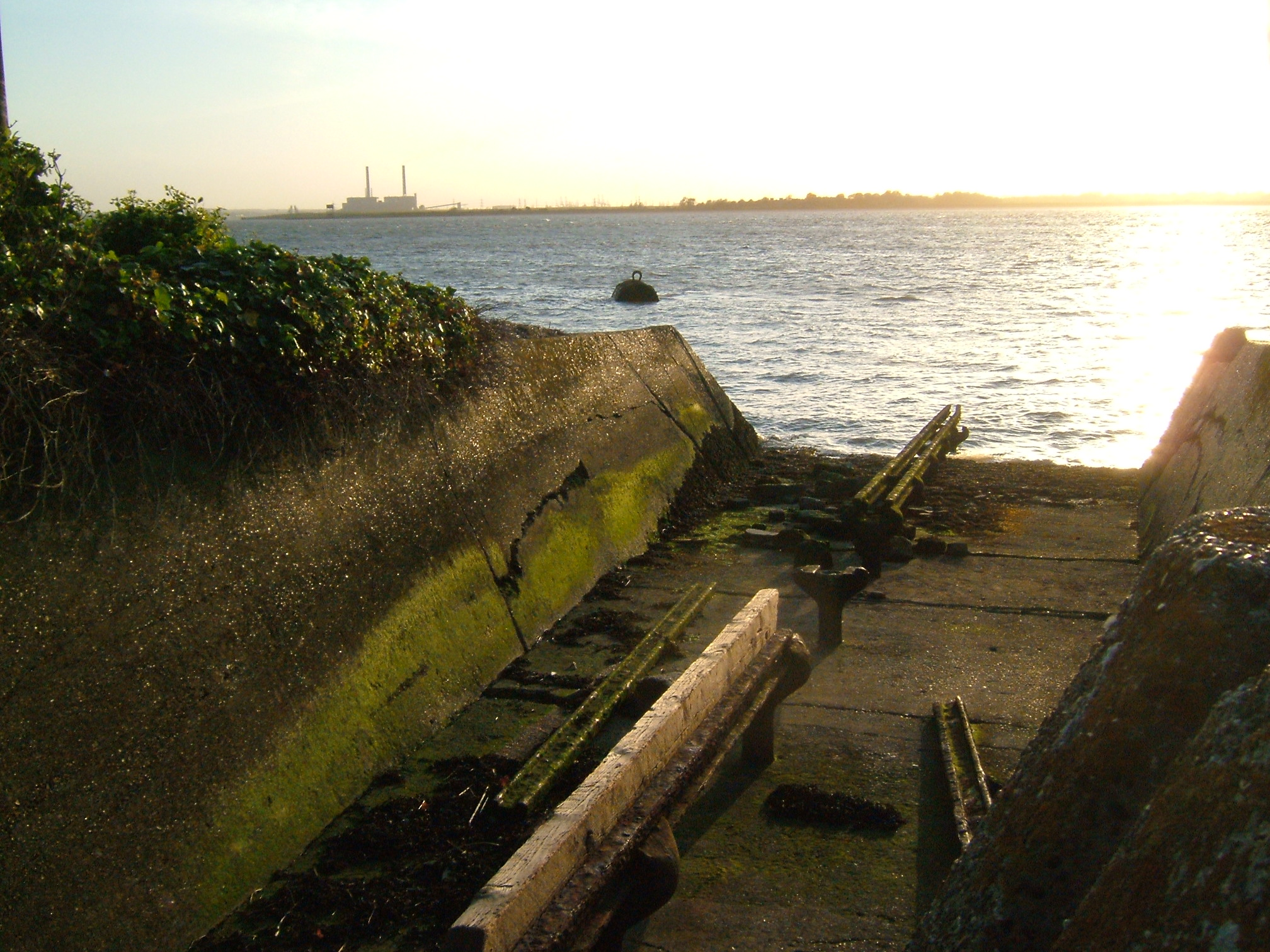
Restos de la rampa de lanzamiento de torpedos Brennan en Cliffe Fort.

En 1891, se pretendía construir quince estaciones, como se indica en un informe al Director de Artillería:
Ya hemos completado o tenemos en progreso 7 instalaciones, a saber: Thames (Cliffe), Medway (Garrison Pt), Portsmouth (Cliff End / Fort Albert), Plymouth (Pier Cellars / Cawsand Bay), Cork Harbor (Fort Camden), Malta (Tigné y Ricasoli). Otros sitios propuestos se realizarán a medida que los fondos estén disponibles en Plymouth (Bovisand), Milford Haven, Clyde, Forth, Falmouth, Hong Kong, Singapur y Santa Lucía.
Los primeros siete se completaron, pero de los otros ocho solo el de Lye Mun se finalizó. Los planes para dos instalaciones en Dale Point y Great Castle Head, Milford Haven, se elaboraron pero no se llevaron a cabo.: p28 
Se agregaron cuatro instalaciones de torpedos Brennan a las fortificaciones existentes en Fort Albert en la Isla de Wight, Cliffe Fort en el Támesis, Garrison Point en la entrada a Medway y en Fort Ricasoli en la entrada a la Gran Bahía de Malta. Con la excepción de Ricasoli, el diseño de estas bases de lanzamiento se vio condicionado por las estructuras existentes, dando lugar a configuraciones únicas. Las instalaciones de Fort Camden en Cork y de Tigné en Malta, junto con los diseños propuestos para Milford Haven siguieron un patrón muy similar, mientras que las instalaciones en Lei Yue Mun en Hong Kong y Pier Cellars en Plymouth fueron diseñadas individualmente.

### Instalaciones existentes
La instalación en Fort Albert ha sido completamente destruida, mientras que en Cliffe Fort existe parcialmente, incluyendo una rampa y partes de una torre de control telescópica. Las partes de la instalación en Garrison Point sobreviven, incluidas las estaciones de dirección en la fachada del fuerte y partes de los soportes de la rampa. La instalación completa en Pier Cellars todavía existe, aunque se modificó en gran medida durante su uso posterior para lanzar submarinos midget. En Malta, la instalación de Tigne se convirtió más tarde para usarla como estación de defensa, pero las salas de control aún existen. En Fort Ricasoli, el complejo de edificios todavía existe y la grada está casi intacta. En Lei Yue Mun, la instalación se ha incorporado a un museo con una réplica de un torpedo Brennan en exhibición. En Fort Camden, la mayor parte de la instalación todavía existe, pero está abandonada.

## Ejemplares conservados
El único torpedo Brennan original conservado se exhibe en el Museo de los Ingenieros Reales de Chatham (Kent). También existe una exposición en el Fuerte Lei Yue Mun de Hong Kong, que muestra una réplica de un torpedo Brennan con un costado seccionado para hacer visible su mecanismo interno.